# طريق قطبي

الطريق القطبي هو طريق للطائرات يمتد عبر مناطق الغطاء الجليدي القطبي غير المأهولة. استُخدِم مصطلح الطريق القطبي في الأصل للإشارة إلى طرق الملاحة الدائرية الكبرى بين أوروبا والساحل الغربي لأمريكا الشمالية في خمسينيات القرن الماضي.

## القطب الشمالي

### في السنوات الأولى
كان الطيار السوفيتي فاليري تشكالوف أول من سافر بدون توقف من أوروبا إلى ساحل المحيط الهادئ الأمريكي. استغرقت رحلته من موسكو في روسيا الاتحادية الاشتراكية السوفياتية إلى فانكوفر في ولاية واشنطن الأمريكية مرورًا بالقطب الشمالي على متن طائرة أحادية المحرك من طراز توبوليف إيه إن تي 25 في 18 يونيو عام 1937 نحو 63 ساعة لتكتمل، وتُقدَّر المسافة التي عبرها آنذاك بنحو 5475 ميل (أي 8811 كيلومتر).
استغرقت رحلة طائرة من طراز بي- 29 المعدلة في أكتوبر عام 1946 نحو 9422 ميل (أي 15162 كيلومتر) دون توقف من أواهو في هاواي إلى القاهرة في مصر نحو40 ساعة فقط؛ وهو ما أثبت فعالية الطيران فوق الغطاء الجليدي القطبي.

### خلال الحرب الباردة
كانت الخطوط الجوية الإسكندنافية أولى شركات الطيران التجارية التي استخدمت الطريق القطبي؛ إذ بدأت رحلات دوغلاس دي سي- 6 بي بين لوس أنجلس وكوبنهاغن مرورًا بمطار كانجرلوسواك ومدينة وينيبيغ في 15 نوفمبر عام 1954. بدأت رحلات دوغلاس دي سي- 6 بي التابعة للخطوط الجوية الباسيفيكية الكندية من فانكوفر إلى أمستردام في عام 1955، ثم بدأت رحلات خطوط بان أمريكان العالمية والخطوط الجوية العابرة للعالم من الساحل الغربي إلى باريس ولندن في عام 1957. وفرت الخطوط الجوية الإسكندنافية أولى الرحلات من أوروبا إلى طوكيو مرورًا بأنكوريج في ألاسكا باستخدام طائرات من طراز دوغلاس دي سي 7 في فبراير عام 1957، ثم تبعتها في عام 1958 الخطوط الجوية الفرنسية باستخدام طائرات من طراز لوكهيد إل-1649 ستارلاينر (وهي النسخة النهائية من لوكهيد كونستليشن المصنعة من قبل شركة لوكهيد الأمريكية)، والخطوط الجوية الملكية الهولندية باستخدام طائرات من طراز دوغلاس دي سي 7.
كانت منطقة القطب الشمالي خلال الحرب الباردة منطقة عازلة بين الاتحاد السوفيتي وأمريكا الشمالية. مُنعت الرحلات الجوية المدنية من أوروبا إلى الشرق الأقصى الآسيوي من عبور بلدان الكتلة الشرقية أو الاتحاد السوفيتي أو الصين، وكان عليها إما السفر عبر الشرق الأوسط أو الطيران عبر القطب الشمالي لأمريكا الشمالية وغرينلاند مع فترة توقف للتزود بالوقود في أنكوريج. امتدت مسارات الحرب الباردة هذه من ساحل ألاسكا الشمالي عبر غرينلاند إلى أوروبا. أسقطت طائرة مقاتلة تابعة لسلاح الجو السوفيتي في عام 1978 طائرة الرحلة 902 التابعة للخطوط الجوية الكورية في عام 1978 بعد أن ارتكب طاقم الرحلة أخطاء ملاحية جسيمة في محاولته التحليق فوق المسار القطبي.
بدأت الخطوط الجوية اليابانية في أبريل عام 1967 خدمة تجريبية بين طوكيو وأوروبا عبر موسكو وسيبيريا. استخدمت هذه الخدمة طائرات من طراز توبوليف تو-114، ولكن لم تستمر هذه الخدمة لفترة طويلة؛ إذ ألغت الخطوط الجوية اليابانية هذه الخدمة في عام 1969.
كان مطار أنكوريج الدولي في ألاسكا خلال الحرب الباردة محطة فنية استخدمتها العديد من شركات الطيران المحلقة فوق الطريق القطبي بين أوروبا الغربية وطوكيو. استخدمت شركات الطيران الآتية الطريق القطبي للسفر بين اليابان وأوروبا الغربية مع اتخاذها أنكوريج محطةً للوقوف: الخطوط الجوية الفرنسية والخطوط الجوية البريطانية والخطوط الجوية اليابانية والخطوط الجوية الملكية الهولندية وشركة طيران لوفتهانزا الألمانية وشركة سابينا البلجيكية والخطوط الجوية الاسكندنافية، وذلك وفقًا لطبعة 1 يوليو 1983 من دليل الخطوط الجوية الرسمية حول العالم. استخدمت معظم هذه الخطوط الجوية الدولية طائرات بوينج 747 في ذاك الوقت، بينما استخدمت الخطوط الجوية الاسكندنافية وشركة سابينا البلجيكية طائرات ماكدونيل دوغلاس دي سي -10-30 على خطوطها القطبية عبر أنكوريج. قامت شركة الخطوط الجوية الغربية التي تتخذ من الولايات المتحدة مقرًا لها برحلات عبر الطريق القطبي في أوائل الثمانينيات بين مطار غاتويك في لندن والهونولولو باستخدام طائرات من طراز دي سي 10- 30؛ استخدمت هذه الرحلات أنكوريج كمحطة وقوف أيضًا.
لا تزال شركة طيران كوندور تستخدم الطريق القطبي للسفر بين أوروبا وأنكوريج -من فرانكفورت إلى أنكوريج- دون الاستمرار شرقًا باستخدام طائرة بوينغ 767 لغاية الآن. وانضمت إليها لاحقًا خطوط أجنحة أوروبا التي توفر رحلات فرانكفورت وأنكوريج باستخدام طائرة إيرباص إيه 330.
كانت الخطوط الجوية الفنلندية أول شركة طيران تطير بدون توقف عبر القطب الشمالي وألاسكا القطبية دون توقف فني. بدأت هذه الخدمة في عام 1983 مستخدمةً طائرة نفاثة من طراز ماكدونيل دوغلاس دي سي -10-30 بين طوكيو وهلسنكي.
كانت طائرات بوينغ بي 52 التابعة للولايات المتحدة تعمل في منطقة المحيط المتجمد الشمالي بشكل مستمر تقريبًا في الستينيات كجزء من عملية كروم دوم، واستُخدِمَت في العقود اللاحقة كجزء من تمارين الاستعداد. قام عدد من طائرات الاستطلاع الغربية بمهام منتظمة على طول الساحل الشمالي للاتحاد السوفيتي. يقوم الطيران الروسي بعيد المدى الآن ببعض الرحلات الجوية التدريبية المشابهة مختبرًا مدى جاهزية قيادة ألاسكا والقوات الجوية الملكية الكندية.

### بعد الحرب الباردة
افتتح بعد الحرب الباردة مباشرة عدد من الطرق الجنوبية المباشرة بين أوروبا وآسيا عبر البحر الأسود وجمهوريات الاتحاد السوفياتي الجنوبية عبر أفغانستان، وبحلول منتصف التسعينيات عبر الصين. عانت مناطق روسيا الشرقية والقطبية مشاكل كبيرة تتعلق بنقص وحدات التحكم الناطقة باللغة الإنجليزية ونقص المنشآت الراديوية وضعف تغطية الرادار وخدمات المراقبة الجوية ونقص الأموال. تشكلت لحل هذه المشكلات مجموعة التنسيق الروسية الأمريكية للحركة الجوية في عام 1993. وبحلول صيف عام 1998، عملت الحكومة الروسية على حل هذه المشكلات ومنحت الإذن بفتح أربعة مسارات، وثم افتتحت طرق إضافية في السنوات اللاحقة.
كانت رحلة كاثي باسيفيك رقم 889 من مطار جون إف كينيدي الدولي في نيويورك بقيادة الكابتن بول هورستنج في 7 يوليو 1998 -أول وصول إلى مطار هونغ كونغ الدولي الجديد في تشيك لاب كوك غرب هونغ كونغ- أول رحلة طيران دون توقف فوق منطقة القطب الشمالي والمجال الجوي الروسي؛ أطلق على هذه الرحلة اسم بولار ون. استغرقت الرحلة 16 ساعة، وكانت ولا تزال أحد أطول الرحلات الجوية التي قامت بها كاثي باسيفيك.

### اليوم
تعرف إدارة الطيران الفيدرالية الأمريكية الآن منطقة عمليات القطب الشمالي بأنها المنطقة الواقعة شمال خط العرض الشمالي 87ْ التي تقع شمال ألاسكا ومعظم سيبيريا.
تُستَخدم طائرات مثل بوينج 747- 400 و747- 8 و777- 200 إي آر و777- 200 إل آر و777-300 إي آر وبوينغ 878- 8 و787- 9 و787- 10، بالإضافة إلى إيرباص إيه 340 وإيه 350 وإيه 380 للسفر عبر مسافات بلغت نحو 7000 ميل بحري (8100 ميل أو 13000 كم) أو أكثر دون توقف بين المطارات.
تستخدم شركات الطيران الطرق القطبية حاليًا للسفر بين المدن الآسيوية والأمريكية الشمالية. تطير رحلات خطوط الإمارات الجوية بدون توقف من دبي إلى الساحل الغربي للولايات المتحدة (سان فرانسيسكو وسياتل ولوس أنجلوس) ضمن بضع درجات من خط عرض القطب الشمالي. بدأت الخطوط الجوية الهندية رحلات دون توقف فوق القطب الشمالي بين نيودلهي وسان فرانسيسكو في 15 أغسطس عام 2019.